# 知恵の書
『知恵の書』（ちえのしょ）は、カトリック教会と正教会は旧約聖書に含めるが、プロテスタントでは含まず、聖公会では「旧約聖書続編」として、ユダヤ教でも外典として扱っている書物のうちひとつ。『ソロモンの知恵』とも言われ、内容分析からアレクサンドリアで紀元前1世紀ごろ記されたと考えられている。イスラエルの歴史を振り返りながら、知恵が常に存在していたことを、知恵を擬人化しながら述べていく。